# شهيد

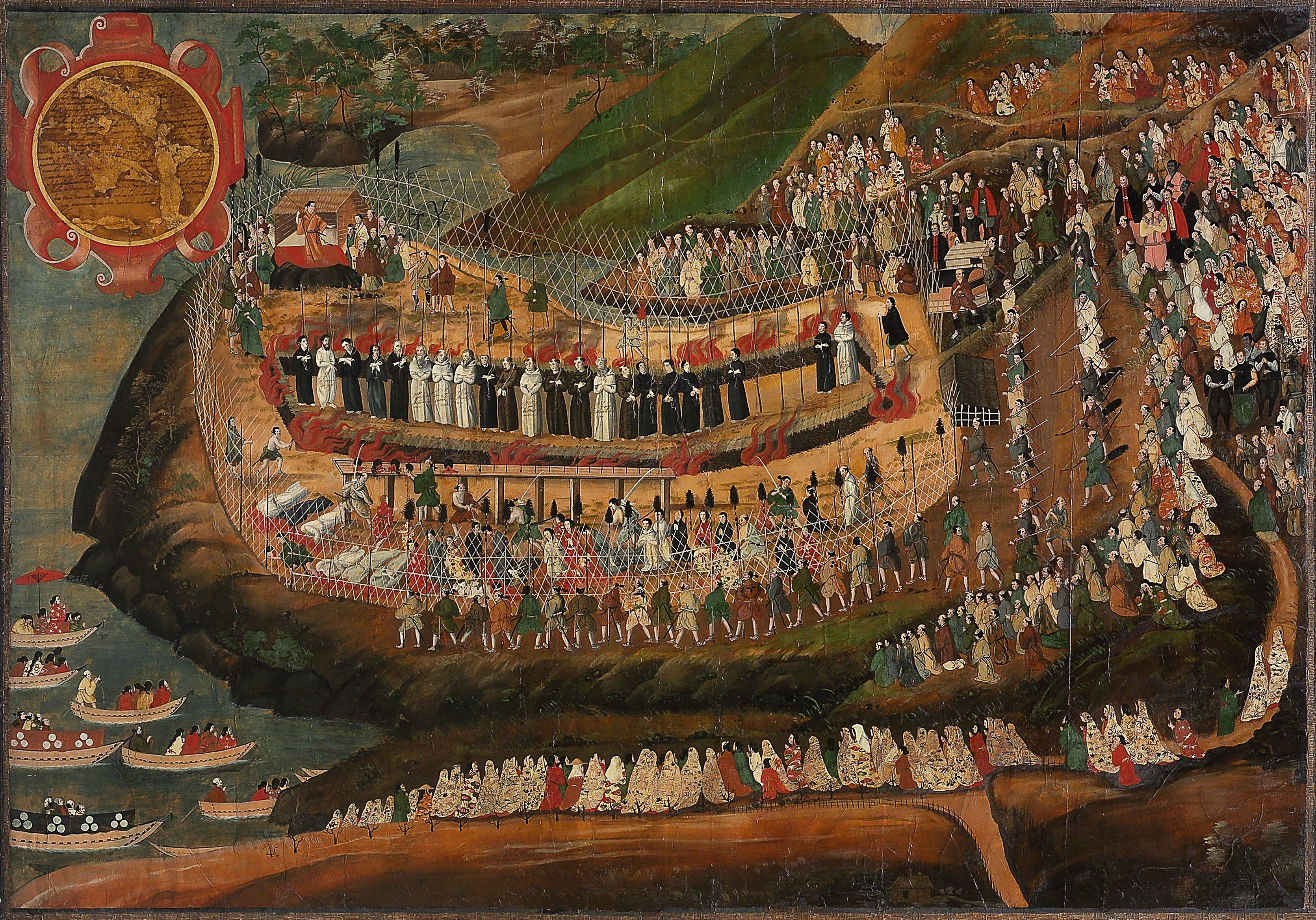
الشهداء المسيحيون في اليابان الذين قُتلوا في القرن السابع عشر.

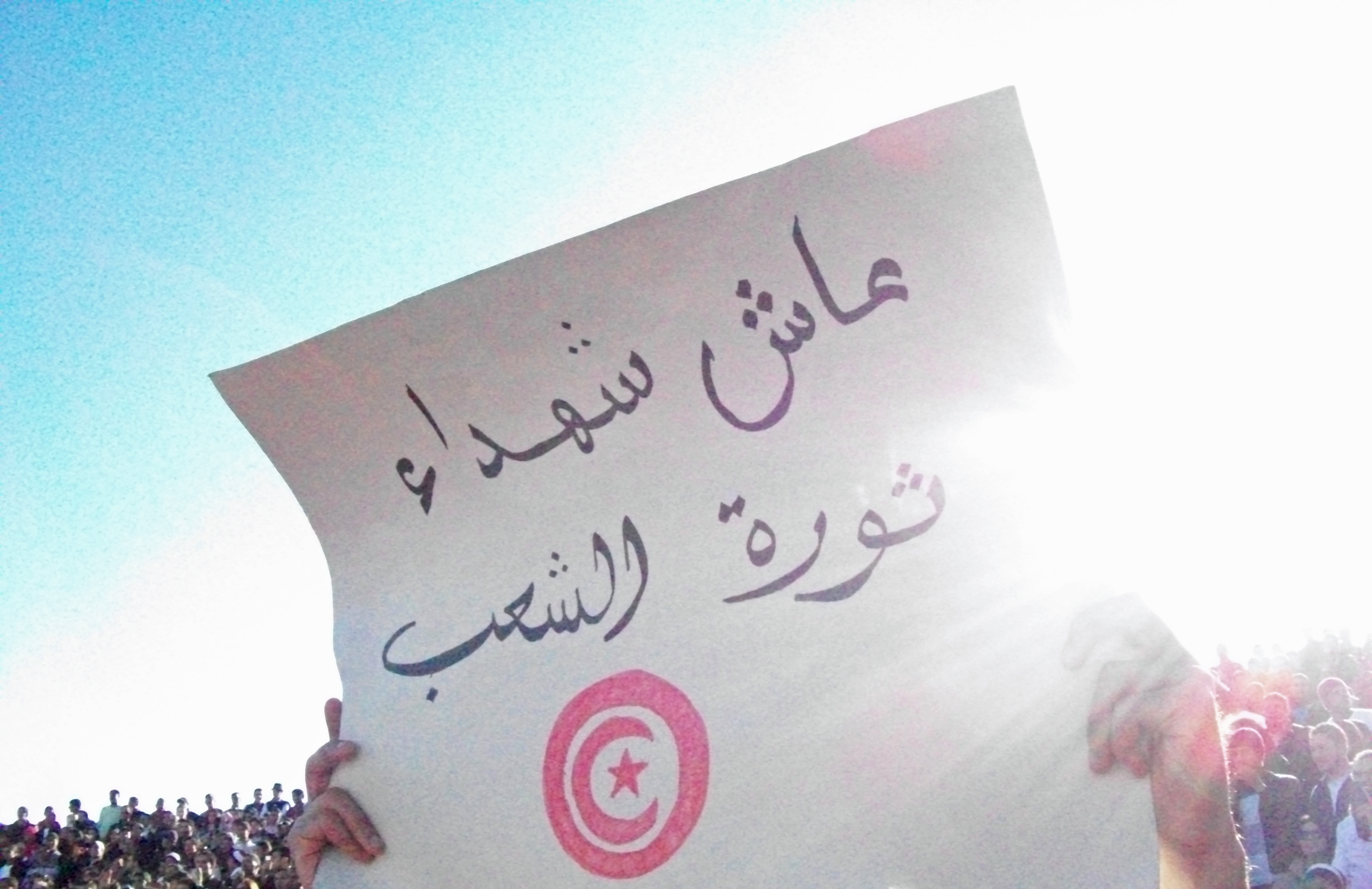
لافتة تمجد شهداء الثورة التونسية.

الشهيد هو لقب يُطلق على الشخص الذي يُقتَل لتحقيق هدف يجلّه قومه.

## الأصل اللغوي
كلمة شهيد مشتقة من الجذر الثلاثي شهد، ويقال استشهد أي طلبت شهادته لتأكيد خبر قاطع أو معاينة، واستشهد في سبيل كذا أي بذل حياته تلبية لغاية كذا.

## في اليهودية
يستعمل اليهود لفظة قدوش هاشم (تقديس اسم الله) على الأعمال التي ترضي الله وتعتبر التضحية بالنفس من أجل الديانة اليهودية إحدى أهم ركائزها. تطلق لفظة الشهيد غالبا على القتلى اليهود في الحروب المكابية والحروب التي تلتها ضد الرومان. كما تطلق اللفظة على اليهود الذين تم قتلهم لأسباب دينية على مر العصور.

## في المسيحية
تطلق لفظة شهيد في المسيحية على كل من قتل بسبب تبشيره بالديانة المسيحية أو إيمانه بها. وتطلق لفظة شهداء الكنيسة على المسيحيين الأوائل الذين تم اضطهادهم عن طريق الرومان أو البارثيين.

## في الإسلام
بشكل أساسي يطلق لقب الشهيد في الإسلام على من يقتل أثناء حرب مع العدو، سواء أكانت المعركة جهاد طلب أي لفتح البلاد ونشر الإسلام فيها، أم جهاد دفع أي لدفع العدو الذي هاجم بلاد المسلمين. وقد ذكر محمد رسول الله: (" مَنْ قُتِلَ دُونَ مَالِهِ فَهُوَ شَهِيدٌ، وَمَنْ قُتِلَ دُونَ دِينِهِ فَهُوَ شَهِيدٌ، وَمَنْ قُتِلَ دُونَ دَمِهِ فَهُوَ شَهِيدٌ، وَمَنْ قُتِلَ دُونَ أَهْلِهِ فَهُوَ شَهِيدٌ ").

## في الأديان والاعتقادات الأخرى
تستعمل اللفظة كذلك من قبل البهائيين والسيخ والهندوس للدلالة على من قتلوا من أبناء هذه الديانات دفاعا عن معتقداتهم. كما استعملها التونغمينغهوي والكومينتانغ للإشارة على من قتل من أتباعهم خلال ثورة شينهاي.

## وصلات خارجية
- Catholic Encyclopedia "Martyrs"
- Martyrdom from the perspective of sociology-Encyclopedia of Politics and Religion